# Machar Wazijew
Machar Wazijew (ros. Маха́р (Махарбе́к) Хаса́нович Вáзиев; ur. 16 czerwca 1961) – radziecki i rosyjski artysta baletowy, kierownik grupy baletowej Teatru Bolszoj w Moskwie.

## Nagrody i odznaczenia
Ludowy Artysta Federacji Rosyjskiej (2021).